# کشتی اعلی‌حضرت
کشتی اعلی‌حضرت یا علیاحضرت یا اچ‌ام‌اس (به انگلیسی: Her یا His Majesty's Ship (HMS)) پیشوندی است که در برخی پادشاهی‌ها، به‌طور رسمی یا غیررسمی برای نامیدن کشتی‌های نیروی دریایی به کار می‌رود.

## بریتانیا
در نیروی دریایی پادشاهی بریتانیا، این پیشوند از ۱۷۸۹ برای اشاره به شاه یا ملکه‌های زمان استفاده شده‌است.
زیردریایی‌های مشغول خدمت به علیاحضرت، پیشوند HM Submarine را دارند. به‌طور مشابه اچ‌ام‌وای بریتانیا که در نیروهای دریایی پادشاهی مشغول بود، با پیشوند اچ ام وای شناخته می‌شد.